# Кліматрон

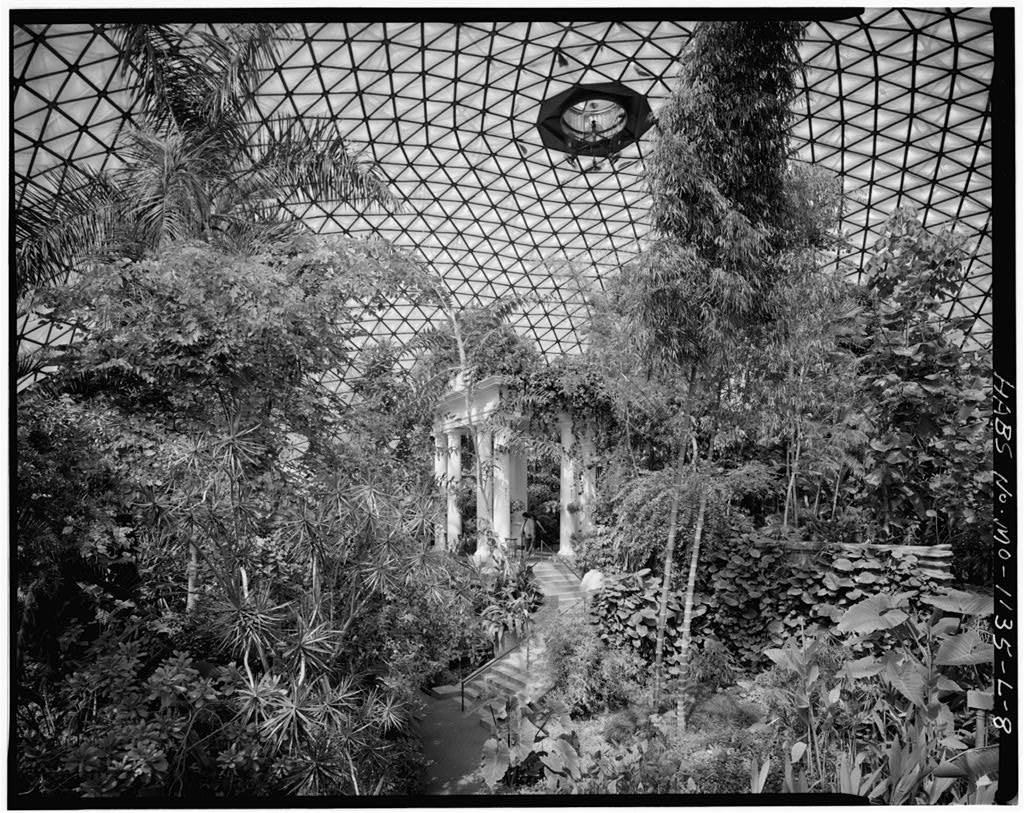
Кліматрон в Ботанічному саду Міссурі, 1983 рік

Кліматрон (від клімат і грец. Thronos — місцеперебування) — приміщення для штучного відтворення кліматичних умов (температури, вологості, освітлення), відповідних клімату певних географічних зон.
У кліматрон вирощують не окремі види рослин, як в фітотронах, а створюють рослинні співтовариства, типові для певних зон. Будують кліматрон з прозорих матеріалів.
Перший кліматрон був побудований в 1960 році в Ботанічному саду Міссурі в Сент-Луїсі (США).